# Porúbka (Košice)
Porúbka (in ungherese: Ördögvágás) è un comune della Slovacchia facente parte del Distretto di Sobrance, nella regione di Košice. Il documento più antico che riporta notizie certe del borgo risale al 1411.